# 戎州
戎州（じゅうしゅう）は、中国にかつて存在した州。南北朝時代から宋代にかけて、現在の四川省宜賓市一帯に設置された。

## 概要
南朝梁のとき、戎州が立てられた。州治は僰道県に置かれた。
隋の大業初年、戎州は僰道・犍為・南渓・開辺の4県を管轄した。607年（大業3年）、州が廃止されて郡が置かれると、戎州は犍為郡と改称された。
618年（武徳元年）、唐により犍為郡は戎州と改められ、僰道・犍為・南渓・開辺・存䣖の5県を管轄した。742年（天宝元年）、戎州は南渓郡と改称された。758年（乾元元年）、南渓郡は戎州の称にもどされた。戎州は僰道・義賓・南渓・開辺・帰順の5県を管轄した。
967年（乾徳5年）、北宋により開辺・帰順の2県が廃止された。戎州は梓州路（後の潼川府路）に属し、僰道・南渓の2県を管轄した。1114年（政和4年）、戎州は叙州と改称されたが、僰道県は宜賓県と改称された。

## 春秋時代の戎州
本節では、春秋時代に現在の山東省曹県の東南にあった戎州について述べる。春秋時代の戎人の邑であった。紀元前478年、衛の荘公が戎州を破壊した。荘公は石圃の攻撃を受けて、戎州の己氏のもとに逃げ込んだが、己氏に殺害された。

## 元の戎州
本節では、元代に現在の四川省興文県一帯に設置された戎州について述べる。1285年（至元22年）、元により大壩都総管を戎州に昇格された。戎州は馬湖路に属した。1371年（洪武4年）、明により戎州は戎県に降格された。1574年（万暦2年）、戎県は興文県と改称された。